# Johann Peter Engstler
Johann Peter Engstler (* in Fronthofen; † 1752) war ein Maler und Stuckateur. Er wirkte vor allem im Hochstift Würzburg.

## Leben
Johann Peter Engstler stammt aus Fronthofen bei Biberach in Schwaben. Er entstammte einer Schreinersfamilie. Erstmals in den Quellen wurde er bei seiner Hochzeit fassbar. Er ehelichte am 9. Februar 1745 in Aub die Tochter des Fassmalers Sebastian Schedel, Magdalena Schedel. Wie Engstler von Schwaben in das Kerngebiet des Hochstifts Würzburg gelangte, ist nicht gesichert. Eventuell hatte er hier seine Lehrjahre absolviert. Die Ausbildung wird er in Schwaben erhalten haben, weil er in typisch schwäbischer Kombination sowohl als Ölmaler, als auch als Stuckateur in Erscheinung trat.
Engstler schuf Werke im Ochsenfurter Gau, wobei die Freskierung der Auber Stadtpfarrkirche als sein Hauptwerk anzusehen ist. Daneben schuf er für dieselbe Kirche mehrere lebensgroße Aposteldarstellungen. Die Kirche wurde allerdings im April 1945 zerstört, sodass sich die beiden Arbeiten nicht mehr erhalten haben. Wahrscheinlich trat der Künstler vor allem als Kopist auf und arbeitete eher auf geschäftlich-handwerklichen Niveau. Johann Peter Engstler starb jung im Jahr 1752. Seine Witwe führte die Werkstatt zusammen mit ihrem Vater weiter und trat auch selbst als Malerin in Erscheinung.

## Werke (Auswahl)
- 1744/45, Oellingen, Heilig Grab
- 1747, Bieberehren, Orgelfassung
- 1748, Bieberehren, Heiliges Grab
- 1752, Aub, Stadtpfarrkirche, Deckenfresken und Apostelbilder